# 굿파트너
《굿파트너》는 2024년 7월 12일부터 2024년 9월 20일까지 방송된 SBS 금토 드라마이다.

## 기획 의도
이혼이 천직인 스타 변호사 차은경과 이혼은 처음인 신입 변호사 한유리의 차갑고 뜨거운 휴먼 법정 오피스 드라마

## 제작진

### 제작사
- 스튜디오S
- 스튜디오앤뉴

### 제작
- 김우택

### 극본
- 최유나 : 저서 《우리 이만 헤어져요》(집필), 저서 《혼자와 함께 사이》(집필) 집필

### 연출
- 김가람 : JTBC 일일 드라마 《가시꽃》(공동 연출), OCN 《뱀파이어 탐정》(연출), MBN 수목 드라마 《마성의 기쁨》(연출), JTBC 월화 드라마 《꽃파당: 조선혼담공작소》(연출) 연출

- 안지숙 : SBS 일요 드라마 《너의 밤이 되어줄게》(연출) 연출

## 등장 인물

### 주요 인물
- 장나라 : 차은경 (여, 43세) 역 - 과거 대정 로펌 이혼 1팀 파트너 변호사. 현재 다시, 봄 대표. 지상의 전 아내. 재희의 어머니.
- 남지현 : 한유리 (여, 27세) 역 - 대정 로펌 이혼 1팀 신입 변호사, 경숙의 딸.
- 김준한 : 정우진 (남, 41세) 역 - 대정 로펌 대표. 대규의 혼외자.
- 표지훈 : 전은호 (남, 29세) 역 - 과거 대정 로펌 이혼 2팀 신입 변호사. 현재 다시, 봄 변호사.
- 지승현 : 김지상 (남, 45세) 역 - 은경의 전 남편, 과거 내과 의사. 재희의 아버지. 과거 사라와 내연 관계.
- 한재이 : 최사라 (여, 35세) 역 - 과거 대정 로펌 이혼 1팀 실장. 과거 지상과 내연 관계.

### 은경 주변 인물
- 유나 : 김재희 (여, 13세) 역 - 은경과 지상의 딸

### 대정 로펌
- 정재성 : 오대규 (남, 62세) 역 - 대정 로펌 전 대표. 우진의 아버지.
- 김미화 : 안 과장 (여, 40세) 역 - 대정 로펌 이혼 2팀 비서

### 유리 주변인물
- 서정연 : 김경숙 (여, 60세) 역 - 유리의 어머니, 유리를 끔찍이 아끼며 위한다.

### 그 외 인물
- 전진기 : 홍준경 (남, 60대) 역 - 재판장

### 기타 인물
- 김가영 : 가사 조사관 역
- 미상 : 원고의 남편 역
- 미상 : 검사 역
- 미상 : 천의료재단 대표 역

### 특별 출연
- 장혁진 : 박종식 역 (1회, 5회, 9회)
- 심소영 : 김은희 역 (1회, 5회)
- 한재영 (1회)
- 문지애 (1회, 3회)
- 윤금선아 : 김민정 역 (2회, 5회)
- 한은성 : 박민석 역 (2회, 9회)
- 남태우 : 김준희 역 (2회, 5회)
- 배우희 : 최미진 역 (2회, 9회)
- 이진희 : 김희라 역 - 한명종의 내연녀. (2회, 7회, 9회)
- 이윤건 : 한명종 역 - 한유리의 아버지. (2회, 7회, 16회)
- 안혜경 : 안혜경 역 - 예능 프로 ‘이혼의 모든 것’ MC (2회, 9회)
- 김정영 : 박진숙 역 (3회, 5회, 14회)
- 김학선 : 김종복 역 - 박진숙의 남편 (3회, 5회, 14회)
- 김병춘 : 강상주 (남, 63세) - 강상주 변호사 사무실 대표, 검사장 출신 전관변호사. (4회 ~ 6회, 8회, 10회)
- 정석용 : 장현성 역 (4회)
- 정애연 : 김세희 역 (4회, 9회)
- 정영주 : 고유순 역 (5회)
- 곽자형 : 윤철민 역 (5회)
- 이서환 : 판사 (6회, 10회)
- 박지연 : 최현서 역 (6회)
- 고건한 : 김호석 역 (6회)
- 황정민 : 전은호의 어머니 (7회, 10회, 15회)
- 서상원 : 전은호의 아버지 (7회, 15회)
- 윤상현 : 박지환 역 (8회)
- 배유람 : 박찬성 역 (9회)
- 김보정 : 오수은 역 (9회)
- 지예은 : 장선아 역 (9회)
- 차미경 : 이순례 역 (10회)
- 이한위 : 김영철 역 (10회)
- 이시언 : 김훈 역 (11회)
- 김태정 : 이승준 역 (11회)
- 김시현 : 김하윤 역 (11회)
- 곽시양 : 천환서 역 (12회 ~ 13회)
- 박아인 : 유지영 역 (12회 ~ 13회)
- 박정학 : 천두영 역 (12회 ~ 13회)
- 이덕희 : 유지영의 어머니 역 (12회 ~ 13회)
- 안세호 : 검사 역 (13회)
- 주시은 : 주시은 역 (13회)
- 박명신 : 정말숙 역 (14회)
- 김영웅 : 김창섭 역 (14회)
- 이태성 : 최진혁 역 (15회)
- 신소율 : 이성희 역 (15회)
- 고아성 : 이한나 역 - 대정 로펌 이혼 신입 변호사 (16회)
- 손지나 : 박애연 역 - 오대규의 아내, 우진의 계모. (16회)

## 시청률
최저 시청률과 최고 시청률은 시청률 조사회사와 지역별로 시청률에 차이가 있을 수 있습니다.
| 2024년 | 2024년   | 2024년         | 2024년       |
| 회차   | 방송일   | AGB 시청률     | AGB 시청률   |
| 회차   | 방송일   | 대한민국(전국) | 서울(수도권) |
| ------ | -------- | -------------- | ------------ |
| 제1회  | 7월 12일 | 7.8%           | 8.1%         |
| 제2회  | 7월 13일 | 8.7%           | 8.8%         |
| 제3회  | 7월 19일 | 10.5%          | 10.9%        |
| 제4회  | 7월 20일 | 13.7%          | 14.1%        |
| 제5회  | 7월 26일 | 12.1%          | 13.2%        |
| 제6회  | 8월 16일 | 13.6%          | 14.3%        |
| 제7회  | 8월 17일 | 17.7%          | 18.7%        |
| 제8회  | 8월 23일 | 14.6%          | 15.3%        |
| 제9회  | 8월 24일 | 17.2%          | 17.8%        |
| 제10회 | 8월 30일 | 15.5%          | 16.0%        |
| 제11회 | 8월 31일 | 15.4%          | 15.7%        |
| 제12회 | 9월 6일  | 14.4%          | 14.8%        |
| 제13회 | 9월 7일  | 16.3%          | 16.9%        |
| 제14회 | 9월 13일 | 15.7%          | 16.8%        |
| 제15회 | 9월 14일 | 16.7%          | 16.8%        |
| 제16회 | 9월 20일 | 15.2%          | 15.7%        |

## 결방 사유
- 2024년 7월 27일 ~ 2024년 8월 10일 : 《2024 파리 올림픽》 중계방송으로 인해 결방.

## OST
- 2024년 7월 19일 - Part Ⅰ. 이원석 - Keep Holding On
- 2024년 7월 26일 - Part Ⅱ. Punch(펀치) - Beautiful
- 2024년 8월 23일 - Part Ⅲ. 이보람(씨야) - 달빛 속삭임
- 2024년 8월 30일 - Part Ⅳ. 우디(Woody) - 오래된 일기처럼
- 2024년 9월 14일 - Part Ⅴ. SBS 금토드라마 《굿파트너》 Original Soung Track

## 수상 경력
- 2024년 SBS 연기대상 여자 청소년 연기상 (유나)
- 2024년 SBS 연기대상 미니시리즈 휴먼•판타지 부문 남자 조연상 (지승현)
- 2024년 SBS 연기대상 베스트 퍼포먼스상 (한재이)
- 2024년 SBS 연기대상 베스트 팀워크상 장나라, 김준한, 피오, 남지현 (대정로펌 팀)
- 2024년 SBS 연기대상 미니시리즈 휴먼•판타지 부문 남자 우수연기상 (김준한)
- 2024년 SBS 연기대상 미니시리즈 휴먼•판타지 부문 남자 우수연기상 (피오)
- 2024년 SBS 연기대상 미니시리즈 휴먼•판타지 부문 여자 최우수연기상 (남지현)
- 2024년 SBS 연기대상 대상 (장나라)
- 2024년 제10회 에이판 스타 어워즈 작가상 (최유나)

## 참고 사항
- 원작을 웹툰인 메리지레드로 밝히고 있기는 하지만 실제 드라마의 스토리 라인은 원작자인 최유나 변호사가 직접 집필한 대본에 기반하고 있다. 메리지레드는 원작자인 최유나 변호사가 실제 수임했던 사건들 중 적절한 것들을 골라 소개한 직업 일상툰에 가깝기 때문에 극으로 구성할 만한 메인 스토리가 없다. 따라서 웹툰의 내용들은 드라마에 등장하는 사건들의 모티브가 되는 정도에 그칠 것으로 보인다.
- 넷플릭스와 독점 계약으로 아시아와 태평양, 유럽, 아메리카 등 전 세계 50여 개 국에서 동시 공개한 바 있다.

## 같이 보기
- 대한민국의 텔레비전 드라마 목록 (ㄱ)
- 2024년 대한민국의 텔레비전 드라마 목록